# Viki Miljković

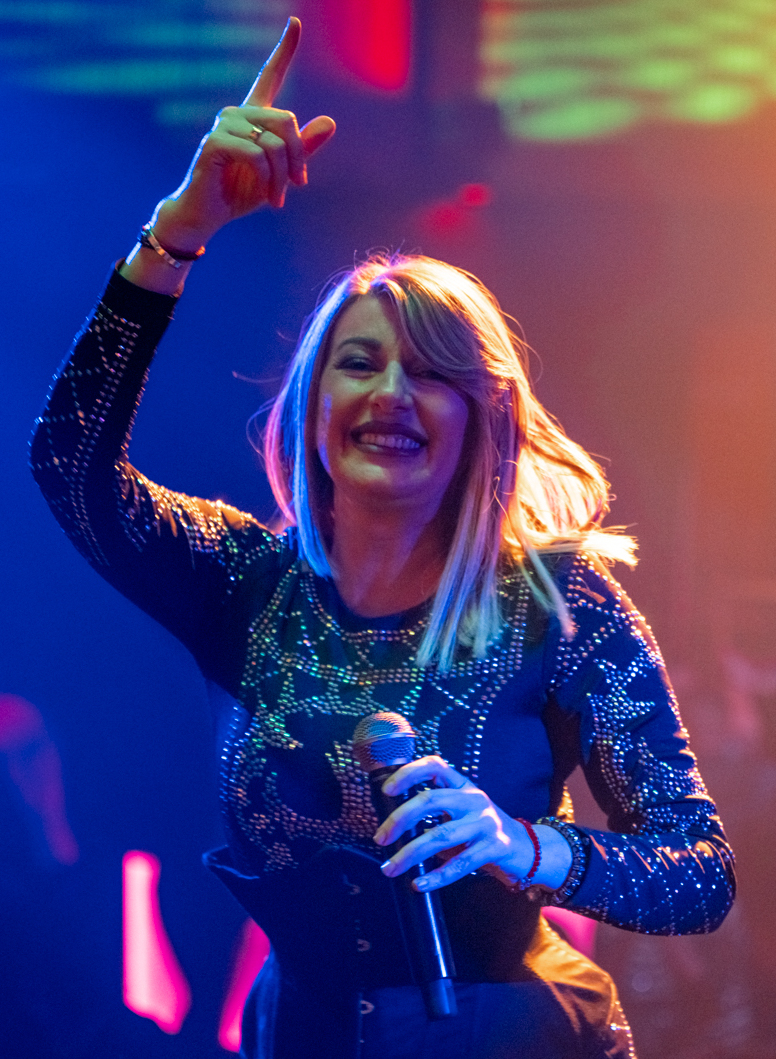
Miljković 2019 auf einem Konzert in Essen

Violeta „Viki“ Miljković (kyr. Виолета "Вики" Миљковић; * 18. Dezember 1974 in Niš, SFR Jugoslawien) ist eine serbische Turbo-Folk- und Pop-Sängerin, die in den Nachfolgestaaten Jugoslawiens populär ist.

## Leben
Im Mai 2007 heiratete sie nach einer 13-jährigen Beziehung den Harmonika-Spieler und Produzent Dragan Tasković Taske. Sie brachte im September 2007 ihr erstes Kind zur Welt.

## Diskografie

### Alben
- 1992: Loša Sreća
- 1994: Hajde Vodi Me Odavde
- 1995: Svadbe Neće Biti
- 1996: Tunel
- 1997: Kud Puklo Da Puklo
- 1998: Okrećem Ti Leđa, Tugo
- 2001: Godine
- 2003: Mariš Li
- 2005: Mahi, Mahi
- 2009: Ovde Se Ne Plače

### Kompilationen
- 2011: Best of

### Singles (Auswahl)
| - 1994: Hajde Vodi Me Odavde - 1994: Nikom Nije Lepše Nego Nama - 1995: Srbija - 1996: Tunel - 1997: Kud Puklo Da Puklo - 1997: Ženske Bubice - 1997: Ne Znam Šta Si, Tugo Moja - 2001: Godine - 2003: Mariš Li (Original: Sidi Mansour) - 2003: Crno Na Belo - 2003: Narukvice - 2003: Bajadera - 2003: Zašto (mit Mehmet Badan) - 2005: Mahi, Mahi - 2005: Ti, Muškarac | - 2005: Da Li Si Dobro Spavao - 2005: Obeležena - 2009: Idu Mi, Idu - 2012: Rumba, Rumba - 2013: Samo Namigni (mit Dado Polumenta) (Original: Silva Gunbardhi – Te Ka Lali Shpirt) - 2013: Čiki Liki Lajla (mit Costi) - 2014: Dosadno (mit Costi & DJ Spaz) - 2015: Ono Nešto - 2016: Mogu, Mogu - 2016: Opa Opa - 2016: Mene Loše Dobro Zna - 2016: Rođendan - 2018: Srce Koje Voli (mit Beca Fantastik) |